# Можгасыр
«Можгасыр» — российский производитель молочных продуктов из Можги, одно из крупнейших предприятий Удмуртии, по выработке твёрдых сыров занимает первое место по России.
ООО «Можгасыр» занесено во «Всероссийскую Книгу Почёта». В неё  включаются наиболее достойные организации различных форм собственности и сфер деятельности, которые своей работой способствуют социально-экономическому развитию страны.

## История
Маслосыродельный завод в Можге образовался в 1933 году. 1 января 1957 года в его состав вошли Пычасский и Большеучинский маслозаводы. В 1960-е годы произошло очередное укрупнение, к заводу были присоединены Алнашский, Кизнерский (через два года отошёл) маслозаводы. Маслозавод стал называться «Можгинский головной маслосырзавод». В 1973 году был пущен в эксплуатацию новый завод, оснащённый импортным сыродельным оборудованием.
В 1990-е годы завод был вначале зарегистрирован как акционерное общество открытого типа «Сырзавод», а затем приобрёл нынешнее название — «Можгасыр».
С 2002 года ведётся реконструкция сыродельного производства с целью увеличения объёма и повышения качества выпускаемой продукции, внедрена автоматизированная система управления технологическими процессами, произведена реконструкция Алнашского, Кизнерского и Граховского молокоприёмных пунктов.

## Продукция
По состоянию на 2010-е годы выпускает твёрдые сыры (14 видов), плавленые сыры (9 видов, включая «Омичку»), кисломолочную продукцию (30 видов), цельное молоко, масло сливочное «Крестьянское», спред сливочно-растительный «Крестьянский», спред сливочно-растительный «шоколадный крестьянский» и другие виды молочных продуктов.